# Premierminister von Japan
Der japanische Regierungschef, im Deutschen als Premierminister oder als Ministerpräsident bezeichnet, wird seit 1947 vom Parlament unter den Abgeordneten beider Kammern gewählt. Es gibt kein Vorschlagsrecht im eigentlichen Sinne: Jedes aktuelle Mitglied einer Kammer des Nationalparlaments ist wählbar, darüber hinaus gibt es keine vorgegebenen Abstimmungsoptionen. Im Konfliktfall zwischen Ober- und Unterhaus entscheidet die Wahl im Unterhaus, wenn eine Vermittlung im Vermittlungsausschuss erfolglos bleibt. Daraufhin wird er vom Tennō (ohne Reservevollmacht, den gewählten nicht oder jemand anderen zu ernennen) in der Shinninshiki eingesetzt. Der Premierminister ist der Vorsitzende des japanischen Kabinetts und setzt die Minister ein, die er auch entlassen kann.

## Rechtliche Stellung
Artikel 72 der japanischen Verfassung weist dem Premierminister drei Zuständigkeiten zu. Danach leitet er in Vertretung des Kabinetts Beschlussvorlagen an das Parlament weiter, berichtet dem Parlament über die allgemeine Regierungstätigkeit sowie die auswärtigen Beziehungen und leitet und beaufsichtigt die gesamte Verwaltung.
Amtssitz des Premierministers ist die Kantei, als Residenz steht ihm auf dem gleichen Gelände die Kōtei zur Verfügung; aber manche Premierminister wohnen auch während ihrer Amtszeit in ihrer Privatwohnung.
Nach dem Kabinettsgesetz (内閣法 naikaku-hō) benennt der Premierminister seit April 2000 bei Amtsantritt fünf Minister als mögliche Vertreter, die ihn im Fall von Krankheit oder Unfall vertreten können. Der erste ist in der Regel der Chef des Kabinettssekretariats. Wird ein anderer Staatsminister als erster Vertreter ernannt, so wird er explizit als Stellvertretender Premierminister (副総理 fuku-sōri) benannt.
Wird das Amt des Premierministers vakant, muss das gesamte Kabinett zurücktreten. Es übernimmt unter Führung des designierten Stellvertreters weiterhin die Amtsgeschäfte, bis ein Nachfolger gewählt ist und neue Minister benennt.

## Titel
Das Amt heißt naikaku sōri daijin (jap. 内閣総理大臣), also Wort für Wort etwa „allgemeinverantwortlicher (sōri) Minister (daijin) des Kabinetts (naikaku)“, oft abgekürzt zu sōridaijin oder nur sōri, auch shushō (首相) oder saishō (宰相).

## Geschichte

### Kaiserreich
Geschaffen wurde das Amt mit dem Kabinett 1885. Ein neuer Erlass über das Kabinett aus dem Jahr 1889, der die Führungsposition des Ministerpräsidenten innerhalb des Kabinetts abschwächte, galt bis zum Inkrafttreten der Nachkriegsverfassung und des Kabinettsgesetzes 1947. In der 1890 in Kraft getretenen Reichsverfassung kommen weder Kabinett noch Ministerpräsident als solche vor. Nur wurden in Artikel 55 allgemein die Minister dem Tennō beratungs- und rechenschaftspflichtig gemacht und umgekehrt Gesetze, Erlasse und andere Staatsakte des Tennō an Gegenzeichnung durch einen Minister gebunden. Bald gab es eine politisch-verfassungsrechtliche Debatte darüber, inwieweit die Verfassung auch ein parlamentarisches Kabinettssystem rechtfertigen könnte.
Im Kaiserreich wurde der Premierminister meist von den Genrō ausgewählt, wobei andere Akteure wie andere kaiserliche Berater, Ministerien, Heer, Marine, Parlamentskammern oder Parteien Einfluss auf den Nominierungsprozess haben konnten. In den letzten Jahren, als die Genrō ausstarben, übernahm eine Konferenz wichtiger Minister (重臣会議, jūshin kaigi) teilweise ihre Rolle. Die letzte Entscheidung über die Ernennung des Ministerpräsidenten blieb formal immer beim Tennō, der aber nur extrem selten direkten Einfluss auf sach- oder personalpolitische Entscheidungen nahm – trotz angelehnter Verfassungskonstruktion ein erheblicher Unterschied zum preußischen Königreich. Das dadurch bestehende Vakuum im Zentrum der Macht wurde zu unterschiedlichen Zeiten von verschiedenen Kräften besetzt: von den Meiji-Oligarchen über die politischen Parteien der „Taishō-Demokratie“ zu den zunehmend vom Militär dominierten Kabinetten der „nationalen Einheit“ der 1930er Jahre.
Die meisten Premierminister waren Mitglieder des hauptsächlich ernannten Oberhauses oder gar nicht im Reichstag, nur sehr wenige kamen aus dem gewählten Unterhaus.

### Nachkriegszeit
Die Amtszeiten der japanischen Regierungschefs waren bisher meist relativ kurz; seit Kriegsende 1945 waren 31 verschiedene Personen mit 52 Amtszeiten als Regierungschef im Amt. Gegenwärtiger Premierminister ist seit dem 1. Oktober 2024 Shigeru Ishiba.
Durch die über Jahrzehnte dominante Position der 1955 gegründeten Liberaldemokratischen Partei (LDP) im Parteiensystem entstand de facto auch eine Amtszeitbegrenzung für den Premierminister: Der LDP-Parteivorsitzende war in den meisten Fällen gleichzeitig Premierminister. Als Parteivorsitzender durfte er ab den 1970er Jahren aber nur zwei volle Amtszeiten (und im Falle einer Nachwahl eine vorher angebrochene) am Stück im Amt bleiben. Die Länge einer Amtszeit betrug dabei zwei (1978–2003) oder drei Jahre. Allerdings schieden viele LDP-Vorsitzende/Premierminister vor Erreichen der Begrenzung durch innerparteiliche Rivalitäten, Skandale, Tod oder nach Wahlniederlagen aus dem Amt aus. Yasuhiro Nakasone war der erste LDP-Vorsitzende, der die Grenze erreichte; ihm gewährte die LDP nach dem Wahlerfolg bei der Doppelparlamentswahl zu beiden Kammern 1986 eine außerordentliche Verlängerung seiner Amtszeit. Jun’ichirō Koizumi hielt sich an das Limit und trat 2006 zurück. 2016/17 erhöhte die LDP die Begrenzung auf drei volle Amtszeiten.